# 龙江 (福建)

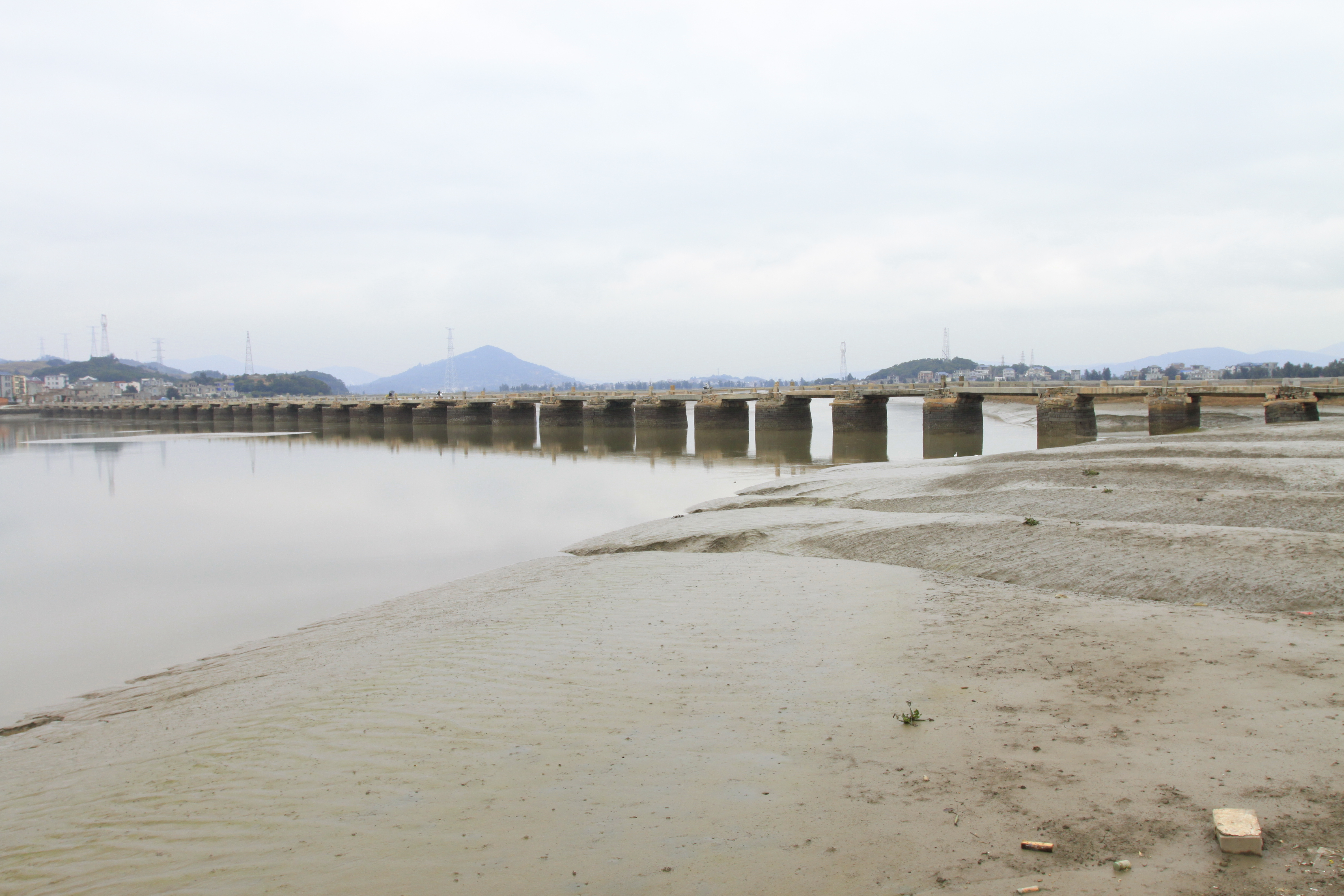
福清市龙江桥河段。

龙江，位于中华人民共和国福建省东部沿海地区的一条河流，发源于莆田市涵江区北部大洋乡崇兴村西北的瑞云山北麓，蜿蜒向东流经大洋乡、福清市东张水库（石竹湖）、宏路街道、石竹街道和福清市区等地，于海口镇东南注入福清湾。河长62千米，流域面积538平方千米，河道平均比降4‰。